# Теорема об ограниченности интегрируемой функции
Если функция интегрируема по Риману на отрезке, то она ограничена на этом отрезке.
Замечание 1. Условие ограниченности является необходимым, но не достаточным условием интегрируемости функции по Риману на отрезке.
Замечание 2. Для интегрируемости по Лебегу ограниченности не требуется.

## Доказательство
Пусть функция f(x) интегрируема на [a, b], и {\displaystyle I=\int \limits _{a}^{b}f(x)dx}. По определению интеграла для любого {\displaystyle \varepsilon >0}, (в частности для {\displaystyle \varepsilon =1}) существует {\displaystyle \delta =\delta (\varepsilon )} такое, что для любого набора точек {\displaystyle \{\xi _{i}\}} с диаметром разбиения {\displaystyle d<\delta } выполняется:
{\displaystyle |\sum _{i=1}^{m-1}f(\xi _{i})\Delta x_{i}\;-\;I|<\varepsilon \;=\;1}, отсюда получаем:
{\displaystyle I-1<\sum _{i=1}^{m}f(\xi _{i})\Delta x_{i}<I+1}
Допустим, что функция не ограничена на [a, b], то есть не ограничена на некотором {\displaystyle \Delta x_{i}=\Delta x^{*}}. Обозначим остальную, не относящуюся к данному отрезку часть суммы за σ:
{\displaystyle \sum _{i=1}^{m-1}f(\xi _{i})\Delta x_{i}\;=\;f(\xi ^{*})\Delta x^{*}+\sigma }
{\displaystyle I-\sigma -1\;<\;f(\xi ^{*})\Delta x^{*}\;<\;I-\sigma +1}
В силу неограниченности всегда можно выбрать такое ξ*, что {\displaystyle |f(\xi ^{*})\Delta x^{*}|\;>\;\max(I-\sigma -1;I-\sigma +1)}.
Получено противоречие, следовательно интегрируемая функция должна быть ограниченной.